# Ancenis-Saint-Géréon
Ancenis-Saint-Géréon é uma comuna francesa na região administrativa do País do Loire, no departamento de Loire-Atlantique. Estende-se por uma área de 27.58 km². Em 2010 a comuna tinha 11 405 habitantes (densidade: 413,5 hab./km²).
Foi criada em 1 de janeiro de 2019, a partir da fusão das antigas comunas de Ancenis e Saint-Géréon.